# Pascal Duquenne
Pascal Doquenne (ur. 8 sierpnia 1970) – belgijski aktor.
Pascal Doquenne ma zespół Downa. Mimo to zagrał w trzech filmach i jako pierwszy aktor z tą wadą genetyczną otrzymał Złotą Palmę za rolę George’a w filmie Ósmy dzień w 1996 roku.

## Filmografia
- Toto bohater jako Celestin w średnim wieku (1991)
- Ósmy dzień jako George (1996)
- The Room jako Alex (2006)